# تپه قورودرسی علیا
تپه قورودرسی علیا مربوط به عصر آهن - ا شکانی است و در شهرستان بیله‌سوار، بخش مرکزی، دهستان گوگ تپه، روستای پولادلی قویی واقع شده و این اثر در تاریخ ۱۲ شهریور ۱۳۸۶ با شمارهٔ ثبت ۱۹۳۸۱ به‌عنوان یکی از آثار ملی ایران به ثبت رسیده است.